# LinuxSampler
LinuxSampler ist ein kostenloser Software-Sampler für die Betriebssysteme Linux, Mac OS X und Windows. Der größte Teil von LinuxSampler ist freie Software, mit Ausnahme des Backends, dessen Lizenz die Nutzung in kommerziellen Hard- oder Softwareprodukten ohne Genehmigung der Autoren verbietet.

## Konzept
LinuxSampler wurde konzipiert als Backend-Sampler, entkoppelt von der graphischen Benutzeroberfläche. Das System bietet eine native C++-API sowie eine Netzwerk-Schnittstelle mit einem ASCII-basiertes Protokoll namens LSCP für die Verwaltung und Steuerung von Sampler-Sessions. Es gibt derzeit zwei grafische Oberflächen für LinuxSampler, QSampler und JSampler.
Durch das entkoppelte Design des Samplers kann mit dem GUI-Frontend auch von einem anderen Computer aus, z. B. auch unter einem anderen Betriebssystem wie Windows oder Mac OS X auf das Backend zugegriffen werden. Weitere Funktionen sind SMP und Cluster-Unterstützung.
Es steht ein grafischer Instrument Editor namens gigedit zur Verfügung, der auf der GUI-Bibliothek GTK basiert und dazu benutzt werden kann, um Samples im GigaSampler Format zu erstellen und bearbeiten. Der Editor kann entweder als Stand-Alone-Anwendung oder im Live-Editing-Modus in Verbindung mit LinuxSampler benutzt werden. Im letzteren Fall können die Instrumente während des Editierens zur gleichen Zeit gespielt werden, so dass alle Änderungen sofort hörbar sind, ohne dass ein Neuladen des Samples erforderlich ist.

## Plattformen

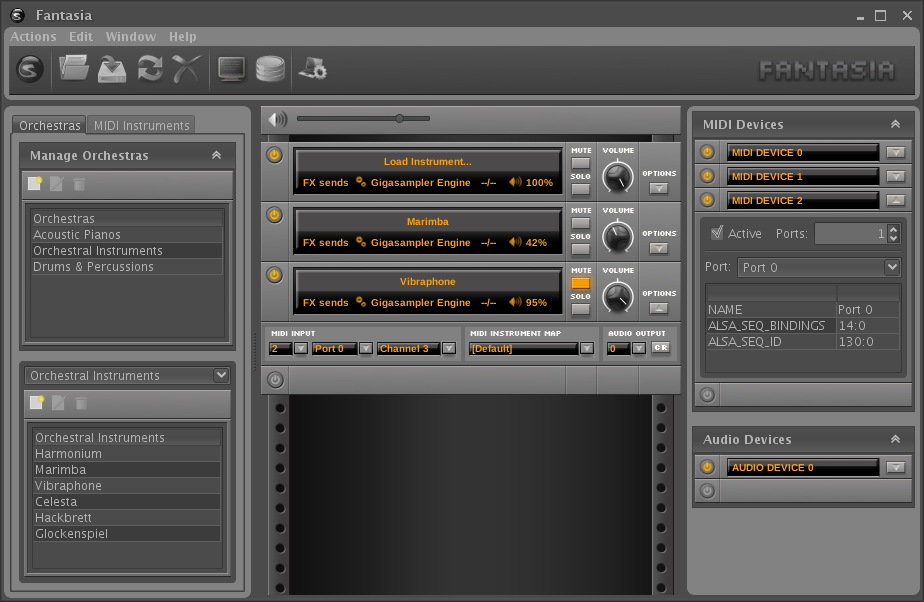
Die Benutzeroberfläche Fantasia, Teil des JSampler Projekts, ermöglicht eine einfache Steuerung von LinuxSampler.
(JSampler ist unter GPL 2.0 Lizenz veröffentlicht)

LinuxSampler wurde ursprünglich konzipiert für das GNU/Linux-Betriebssystem, aber dank der Abstraktion von Audio- und MIDI-Treibern und plattformspezifischen Funktionen wurde der Sampler erfolgreich auf die Betriebssysteme Windows und Mac OS X portiert.
Die Windows-Version von LinuxSampler kann im Standalone-Modus arbeiten und unterstützt die ASIO-Schnittstelle für die Audiowiedergabe und MME als MIDI Eingang. LinuxSampler funktioniert auch als VSTi-Plugin welches vollständige Integration in VST-fähige Sequenzer bietet. Die Mac-OS-X-Version unterstützt derzeit jackd, CoreAudio Ausgänge und CoreMIDI Eingänge. Ein Audio Unit (AU) Plugin steht in der Beta-Phase.

## Ziele
Es ist geplant alle gängige Sampler-Formate zu unterstützen, die Entwicklung konzentriert sich jedoch derzeit auf das GigaSampler-Format. Ein zukünftiges Ziel ist die Gestaltung eines neuen Sampler-Formats, welches leistungsfähiger und flexibler als bestehende Formate sein soll.
Es steht eine Feature-Liste mit mehr Informationen über die aktuelle Entwicklung und zukünftige Pläne zur Verfügung.

## Lizenz
Die meisten Komponenten werden als freie Software, entweder unter der GNU General Public License oder die GNU Lesser General Public License freigegeben. Allerdings verbietet die Lizenz für das Backend-Modul des Samplers die kommerzielle Nutzung ohne schriftliche Genehmigung der Entwickler. Die Verwendung des Samplers zur Erzeugung von kommerzieller Musik ist aber ausdrücklich gestattet.